# James T. Kirk
James Tiberius "Jim" Kirk er en fiktiv person fra Star Trek-universet. Kirk optræder første gang i tv-serien Star Trek: The Original Series. Han har siden optrådt i adskillige film, bøger, tegneserier, webisoder og computerspil. Kirk er som kaptajn ombord på USS Enterprise ansvarlig for "at drage ud, hvor ingen har været før". Hans nærmeste rådgivere er den logisk tænkende Spock og den følelsesfulde Leonard McCoy.
Kirk optræder første gang i afsnittet "The Man Trap", hvor han spilles af den canadiske skuespiller William Shatner. Afsnittet blev sendt første gang 8. september 1966 på NBC. Shatner spillede Kirk i alle seriens 78 afsnit. Han lagde senere også stemme til karakteren i den animerede tv-serie Star Trek: The Animated Series (1973-74). Shatner genoptog rollen som Kirk i filmen Star Trek: The Motion Picture (1979) og dens seks efterfølgere. Siden 2009 er rollen som kaptajn Kirk blevet spillet af Chris Pine. Han har spillet den voksne kaptajn Kirk i alle tre "reboot"-film (Star Trek (2009), Star Trek Into Darkness (2013) og Star Trek Beyond (2016)), mens Jimmy Bennett har spillet figuren som barn. Adskillige skuespillere har optrådt som Kirk i diverse fanproduktioner og parodier. Kaptajn Kirk er blevet rost for sine fremragende lederevner, men kritiseret for sit syn på kvinder.

## Biografi
James Tiberius Kirk blev født i Riverside, Iowa, som søn af George og Winona Kirk. Selvom Kirk blev født på Jorden, boede han for en tid på planeten Tarsus IV, hvor han bevidnede mordet på 4000 kolonister. Han var en af kun ni overlevende, som efterfølgende var i stand til at identificere Kodos Bødlen. James Kirks bror, George Samuel Kirk, bliver første gang nævnt i "What Are Little Girls Made Of?", men introduceres først i "Operation: Annihilate!" Han bliver imidlertid dræbt i samme afsnit og efterlader sig tre børn.
Kirk blev den første og hidtil eneste elev på Stjerneflådens Akademiskole, som succesfuldt besejrede Kobayashi Maru-testen. Han tjente først som sekondløjtnant ombord på USS Republic, men blev hurtigt forfremmet til løjtnant. Han vendte i forbindelse hermed tilbage til Stjerneflådens Akademiskole som instruktor. Som instruktor blev Kirk beskrevet som "en stak bøger på to ben". Efter endt uddannelse blev Kirk forfremmet til kaptajnløjtnant ombord på USS Farragut. I sin tid på Farragut stod Kirk bl.a. i spidsen for sin første planetære kortlægning. Han overlevede desuden et dødeligt angreb, der dræbte langt størstedelen af Farraguts besætning, heriblandt Kirks øverstkommanderende, kaptajn Garrovick. Kirk fik kommandoen over sit første stjerneskib da han endnu var forholdsvis ung.
Kirk blev Stjerneflådens yngste kommandør, da han i 2263 fik kommandoen over stjerneskibet USS Enterprise. Den oprindelige Star Trek-serie omhandler Enterprises intergalaktiske femårsmission. Kirks vigtigste rådgivere ombord på Enterprise var overstyrmand Spock og stabslæge Leonard "Bones" McCoy. McCoy var Spocks modsætning og den, som Kirk kunne betro sig til. Robert Jewett og John S. Lawrence beskriver i bogen The Myth of the American Superhero Kirk som "en hårdtarbejdende leder, som presser sig selv og sit mandskab til det yderste". Terry J. Erdman og Paula M. Block kalder i Star Trek 101 kaptajn Kirk for "snarrådig, modig og selvsikker". Han har dog en "tendens til at ignorere Stjerneflådens regulativer i tilfælde, hvor han selv mener, at målet helliger midler". Kirk havde i sin tid som Enterprises kaptajn adskillige romantiske forhold, men når valget stod mellem en kvinde og Enterprises, vandt sidstnævnte altid. Roddenberry har sagt, at Kirk ikke var decideret bange for at begå fejl, men snarere frygtede, at hans beslutninger ville få negative konsekvenser for Enterprises besætning.
I Star Trek: The Motion Picture (1979) er Kirk blevet forfremmet til Stjerneflådens operative chef. Han overtager på ny kommandoen over Enterprise fra kaptajn William Decker. I Gene Roddenberrys romanversion af The Motion Picture er Kirk blevet gift med en officer, som bliver dræbt i en transporterulykke. I begyndelsen af Star Trek II: The Wrath of Khan (1982) overtager Kirk kommandoen over Enterprise fra kaptajn Spock. I filmen jagter Kirk sin gamle fjende fra afsnittet "Space Seed", Khan Noonien Singh. Filmen introducerer også Kirks søn, David Marcus. Spock, som i filmen kommer med den betragtning, at Kirks kald er at være kaptajn ombord på et stjerneskib, dør i slutningen af filmen. I Star Trek III: The Search for Spock (1983) lykkedes det Kirk at redde Spock fra en planet, hvorpå han er blevet genfødt. I Star Trek IV: The Voyage Home (1986) bliver Kirk degraderet fra admiral til kommandør, fordi han har ikke fulgt Stjerneflådens ordrer. Han får dog kommandoen over et nyt USS Enterprise. Skibet tages ud af drift i slutningen af Star Trek VI: The Undiscovered Country (1991).
I Star Trek Generations (1994) opdager kaptajn Picard, at hans forgænger nu lever i det tidløse Nexus-felt. I de officielle optegnelser står der ellers, at Kirk døde under stjerneskibet Enterprise Bs jomfrurejse. Picard overbeviser Kirk om at vende tilbage til Picards virkelighed. Han har brug for Kirks hjælp til at forhindre skurken Soran i at ødelægge Veridian IIIs sol. Kirk lader sig kun overbevise, fordi han indser, at hans sande skæbne er at gøre en forskel i universet. Det lykkes de to kaptajner at stoppe Soran, men Kirk bliver dødeligt såret undervejs og omkommer. Picard forsikrer ham om, at han i sandhed var med til en at gøre en forskel. Picard begraver Kirk på planeten Veridian III.    